# Zahorivka, Kroleveț
Zahorivka (în ucraineană Загорівка) este un sat în comuna Iarove din raionul Kroleveț, regiunea Sumî, Ucraina.

## Demografie
Componența lingvistică a localității Zahorivka
     Ucraineană (100%)
Conform recensământului din 2001, toată populația localității Zahorivka era vorbitoare de ucraineană (100%).